# Esk (Yorkshire du Nord)
Pour les articles homonymes, voir Esk.
L'Esk est un fleuve du Yorkshire du Nord, en Angleterre.

## Géographie
L'Esk prend sa source aux Esklets, près de Westerdale, dans les North York Moors. Il traverse cette région de landes vers l'est, au cœur de la vallée de l'Eskdale, avant de se jeter dans la mer du Nord à Whitby. Il est long de 45 km.
L'Esk est longé par un chemin de grande randonnée, l'Esk Valley Walk (en), ainsi que par l'Esk Valley Line (en), voie de chemin de fer reliant Whitby à Middlesbrough.

## Liste de localités traversées
- Westerdale, Castleton, Ainthorpe, Danby, Lealholm, Glaisdale, Egton Bridge, Grosmont, Sleights, Aislaby, Briggswath, Ruswarp, Whitby